# Viktor Antonovics Matvijenko
Viktor Antonovics Matvijenko, ukránul: Віктор Антонович Матвієнко (Zaporizzsja, 1948. november 9. – Kijev, 2018. november 29.) Európa-bajnoki ezüstérmes szovjet válogatott ukrán labdarúgó, hátvéd, edző.

## Pályafutása

### Klubcsapatban
A Matelurh Zaporizzsja korosztályos csapatában kezdte a labdarúgást. 1966-67-ben már az első csapatban szerepelt. 1968-69-ben az SZKA Odessza, 1970-ben ismét a Matelurh játékosa volt. 1970 és 1977 között a Gyinamo Kijev csapatában szerepelt. Tagja volt az 1974–75-ös idényben KEK-győztes együttesnek. 1978-ban a Dnyipro csapatában fejezte be az aktív labdarúgást.

### A válogatottban
1971 és 1972 között 21 alkalommal szerepelt a szovjet válogatottban. Az 1972-es belgiumi Európa-bajnokságon ezüstérmet szerzett a csapattal. Tagja volt az 1976-os montréali olimpián bronzérmes együttesnek.

### Edzőként
1979-ben a Veresz csapatánál segédedző volt, majd 1980 és 1982 között illetve 1985-ben az együttes vezetőedzőjeként tevékenykedett. 1991-92-ben a lengyel Orlęta Łuków szakmai munkáját irányította. 1993-ban az FK Podillja és a Torpedo Zaporizzsja, 1994-ben a Bukovina vezetőedzője volt. 1995-ben a moldovai Tiligul-Tiras Tiraspolnál. 1996-97-ben ismét a Torpedonél tevékenykedett. 1998-ban az üzbegisztáni Do'stlik vezetőedzője, 2001-02-ben a Sztal Alcsevszk segédedzője volt.

## Sikerei, díjai
Szovjetunió
- Európa-bajnokság
  - ezüstérmes: 1972, Belgium
- Olimpiai játékok
  - bronzérmes: 1976, Montréal

 Gyinamo Kijev
- Szovjet bajnokság
  - bajnok (4): 1971, 1974, 1975, 1977
- Szovjet kupa
  - győztes: 1974
- Kupagyőztesek Európa-kupája (KEK)
  - győztes: 1974–75
- UEFA-szuperkupa
  - győztes: 1975